# Juhász Katalin (vívó)
Juhász Katalin, Juhász Nagy Etelka, Tóth Gézáné (Hódmezővásárhely, 1932. november 24. –) olimpiai és világbajnok magyar vívó.

## Pályafutása
Gyermekkorában kosárlabdázott. Később egy iskolai tanfolyamon ismerkedett meg a vívással. A középiskolai évek után a Szegedi Egyetemre került. A Szegedi Postás és a Szegedi Haladás sportolója volt. 1952-ben magyar ifjúsági bajnok lett. 1956-ban került Budapestre. 1957-ben egyéni magyar bajnoki címet szerzett. Ugyanebben az évben lett a válogatott tagja. Az 1959-es budapesti vb-n egyéni ötödik és csapat világbajnok volt. 1960-ban olimpia harmadik lett csapatban. 1962-ben és 1963-ban vb bronzérmes lett. Az 1964-es olimpián ötödik volt, csapatban aranyérmet szerzett. 1965-ben porcleválással műtötték. Két év után tért vissza, de 1967-ben szerzett vb aranyérme után visszavonult. 1957-től 1967-ig szerepelt a magyar válogatottban.
1963 decemberétől a Magyar Testnevelési és Sportszövetség országos tanácsának tagja lett.
1956-ban a szegedi tudományegyetemen vegyész, 1972-ben a Testnevelési Főiskola Továbbképző Intézetében edzői oklevelet szerzett. Visszavonulása után az Akkumulátor- és Szárazelemgyár csoportvezető fejlesztőmérnöke lett.
1987-től nyugdíjas. Az Olimpiai Bajnokok Klubjának alapítója, a Mező Ferenc Közalapítvány kuratóriumának tagja.

## Sporteredményei
- olimpiai bajnok:
  - 1964, Tokió: csapat (Ágoston Judit, Dömölky Lídia, Marosi Paula, Rejtő Ildikó)
- olimpiai 2. helyezett:
  - 1960, Róma: csapat (Dömölky Lídia, Nyári Magda, Rejtő Ildikó, Marvalics Györgyi)
- olimpiai 5. helyezett:
  - 1964, Tokió: egyéni
- háromszoros világbajnok: 
  - 1959, Budapest: csapat (Dömölky Lídia, Morvay Zsuzsa, Nyári Magda, Rejtő Ildikó, Marvalics Györgyi)
  - 1962, Buenos Aires: csapat (Gulácsy Mária, Marosi Paula, Nyári Magda, Rejtő Ildikó)
  - 1967, Montréal: csapat (Bóbis Ildikó, Dömölky Lídia, Gulácsy Mária, Rejtő Ildikó)
- kétszeres világbajnoki 2. helyezett:
  - 1961, Torino: csapat (Ágoston Judit, Dömölky Lídia, Nyári Magda, Rejtő Ildikó, Marvalics Györgyi)
  - 1963, Gdańsk: csapat (Dömölky Lídia, Marosi Paula, Nyári Magda, Rejtő Ildikó, Szalontay Katalin)
- kétszeres világbajnoki 3. helyezett:
  - 1962, Buenos Aires: egyéni
  - 1963, Gdansk: egyéni
- világbajnoki 4. helyezett:
  - 1958, Philadelphia: csapat (Dömölky Lídia, Nyári Magda, Rejtő Ildikó)
- világbajnoki 5. helyezett: 
  - 1959, Budapest: egyéni
- világbajnoki 6. helyezett:
  - 1961, Torino: egyéni
- Universiade-győztes:
  - 1957, Párizs: csapat (Ágoston Judit, Kelemen Vera, Morvay Zsuzsa)
- Universiade 2. helyezett:
  - 1957, Párizs: egyéni

## Díjai, elismerései
- MOB Nők sportjáért Életműdíj (2006)[5]
- Hódmezővásárhely díszpolgára (2011)[6]
- A Magyar Érdemrend tisztikeresztje (2018)[7]

## Családja
1964-től férje Tóth Géza, fiuk Géza (1971).